# Ziepbeek

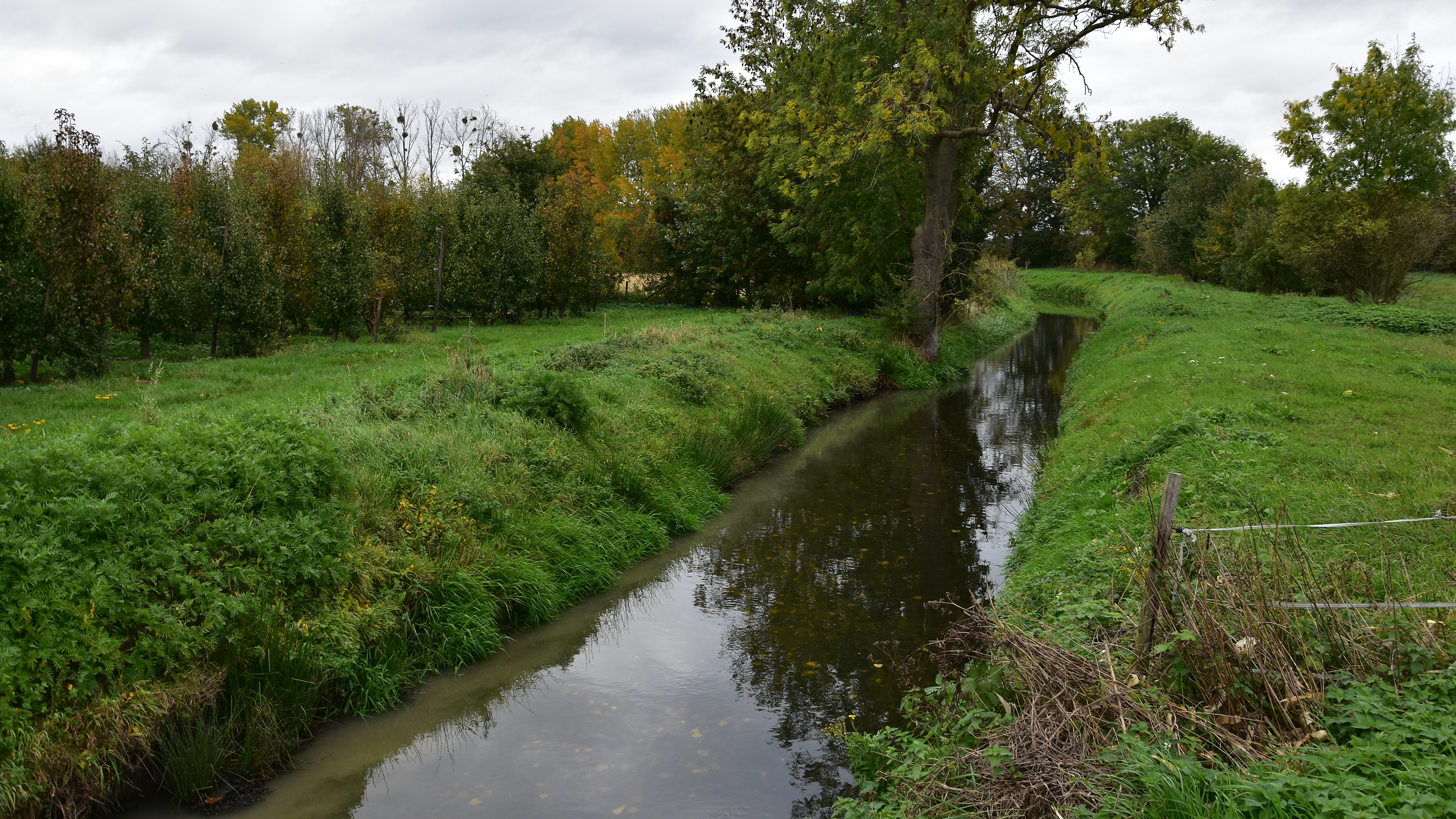
De Ziepbeek te Boorsem

De Ziepbeek (ook: Zijpbeek en Zypbeek) is een waterloop in Limburg die ontspringt in de steilrand tussen het Kempens Plateau en de Maasvallei en uitmondt in de Grensmaas. Langs de Ziepbeek in Oud-Rekem stonden tot 1828 de gebouwen van het Norbertinessenklooster.

## Loop
De bron van de beek ligt op 90 meter boven NAP, de monding op ongeveer 45 meter hoogte. Bovenloops is er een natuurrijke natte vallei. De beek stroomt verder in oostelijke richting, ten zuiden van het Maasmechelse dorp Opgrimbie. Dan door het middeleeuwse centrum van de Lanakense deelgemeente Rekem, waar ze in vroegere tijden dienst deed als stadsgracht. Zuidelijk van het dorp Boorsem stroomt hij verder door de Maasuiterwaarden. Nadat de beek onder de Zuidwillemsvaart en de snelweg E314 is geleid, mond hij uiteindelijk bij het gehucht Geneut, gelegen tussen Mechelen-aan-de-Maas en Kotem, uit in de Grensmaas. 

## Beschermd
Het stroomgebied van de Ziepbeek omvat 250 ha, waarvan 161 ha door een koninklijk besluit sinds 17 april 1970 is beschermd als staatsnatuurreservaat. De Vallei van de Ziepbeek is een van de zeldzame beekdalen die intact is gebleven met een vrij natuurlijke begroeiing, en maakt sinds haar ontstaan in 2006 deel uit van het Nationaal Park Hoge Kempen. Het gebied is Europees beschermd als onderdeel van Natura 2000-gebied (habitatrichtlijngebied BE2200035 en overlappend vogelrichtlijngebied BE2200727 'Mechelse heide en vallei van de Ziepbeek').
De Ziepbeek ontspringt nabij de Gaarvijver, die zijn water aan de beek onttrekt. Het grootste deel van de vallei is bedekt met droge en natte heidevelden. Er zijn broekbossen met zwarte els, berk en wilg, op de drogere plaatsen bevindt zich eikenberkenbos.
Het water van de Ziepbeek is erg zuiver en voedselarm. Door de aanleg van dijkjes en overlopen werden er reeds eeuwen geleden visvijvers gevormd: De Sluisvijver, de Juffrouwenvijver en de Aspermansvijver. Hierin werd echter vanaf 1910 geen vis meer gekweekt.

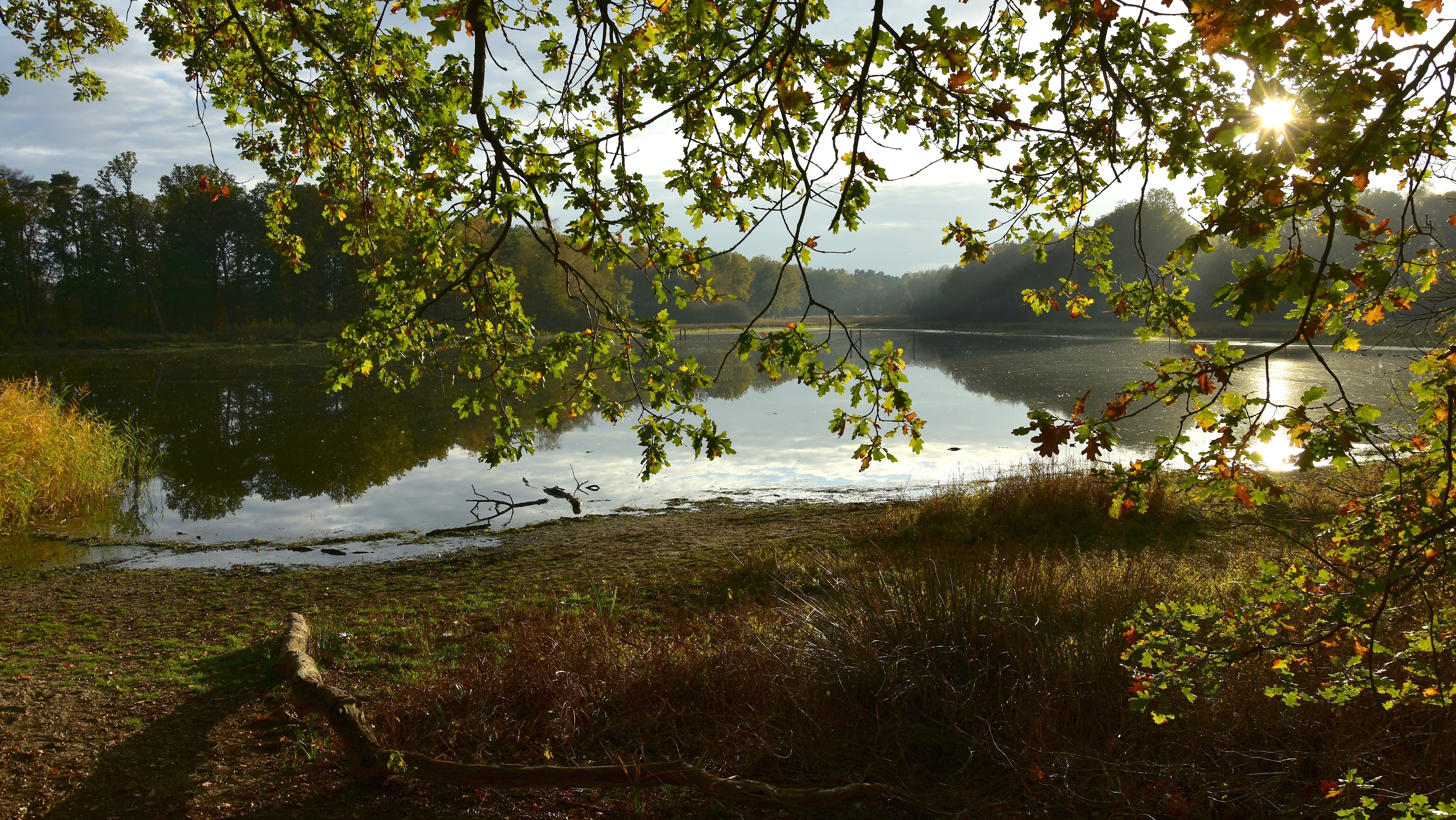
Juffrouwenvijver

## Zijarmen
Stroomafwaarts van de Gaarvijver mondt de Heiwickbeek uit in de Ziepbeek. Kort daarna scheidt de Groenstraatbeek zich van de Ziepbeek. Deze voorziet de Aspermansvijver van water, om vervolgens ter hoogte van de oude stadsgracht terug uit te monden in de Ziepbeek.

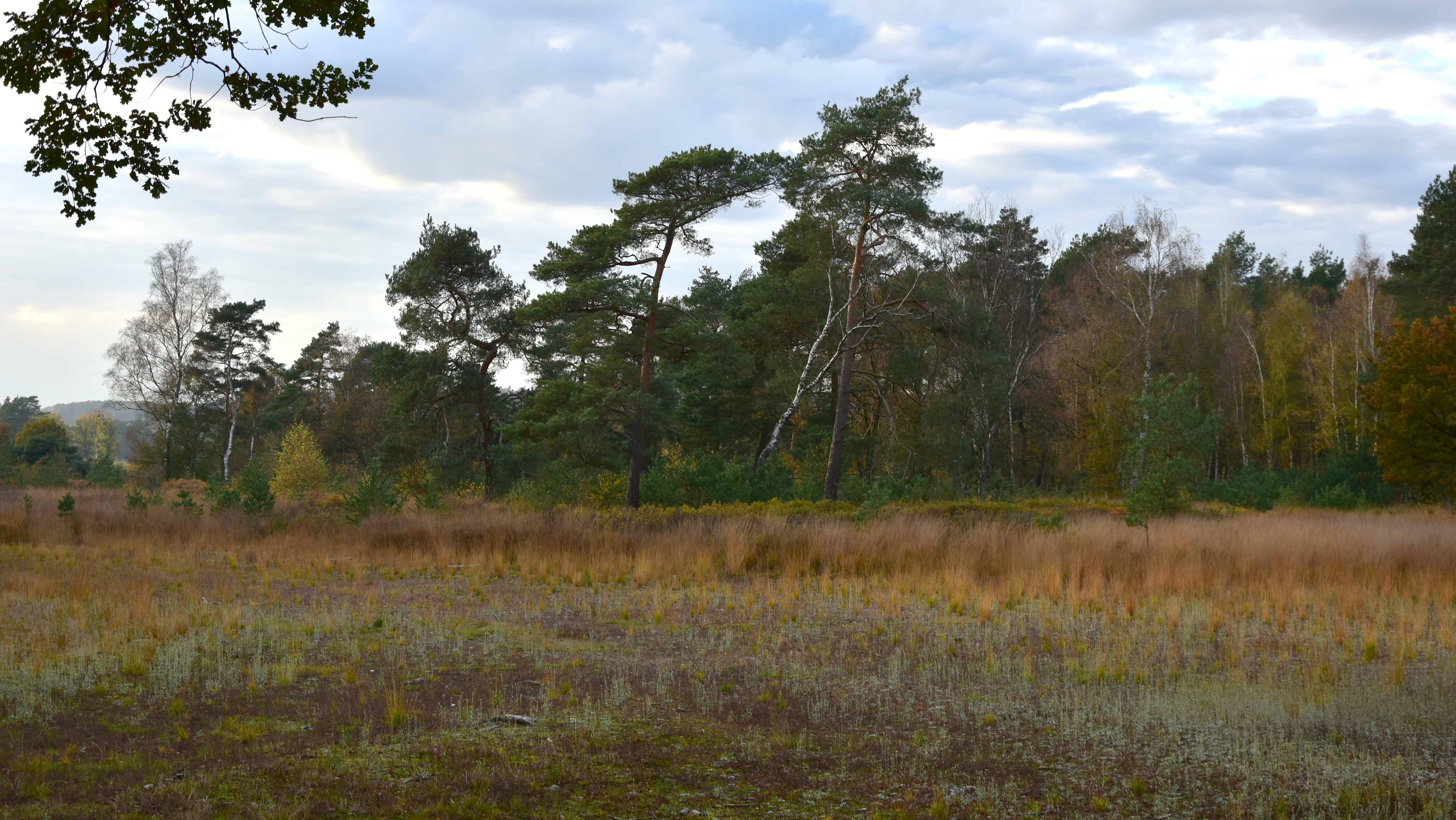
Drooggevallen Aspermansvijver

## Flora en fauna
In het natuurgebied groeien droge en vochtige heidesoorten. Van belang zijn plantensoorten als beenbreek, wilde gagel, witte snavelbies, bruine snavelbies, kleine zonnedauw, liggende vleugeltjesbloem, blauwe zegge en dwergzegge, veenbies, moeraswolfsklauw en klokjesgentiaan. Zeer bijzonder is de tengere heideorchis (Dactylorhyza maculata ssp. elodes).
Bij de vijvers vindt men onder meer snavelzegge, pluimzegge, klein blaasjeskruid en drijvende waterweegbree.
In het voedselarme en zuivere beekwater komt de beekprik voor, een van de zeldzame plekken in België waar deze primitieve soort nog kan leven.
De insectenwereld kent de grote bronlibel, beekoeverlibel, viervleklibel en grote keizerlibel, gouden sprinkhaan, groentje en boomblauwtje.
Naast meer algemenen soorten zijn de roodborsttapuit, tapuit, watersnip, zwarte specht, wintertaling en nachtzwaluw waargenomen in dit gebied.